# Especifismo

Bandera rojinegra usada por la tendencia anarcocomunista y anarcosindicalista.

El especifismo es una corriente del movimiento anarcocomunista, originada en Uruguay en la segunda mitad del siglo XX, que defiende la creación de organizaciones específicamente anarquistas como respuesta a la cuestión organizativa dentro del anarquismo.
Las organizaciones especifistas apuestan por un modelo organizativo contrario al sintetista, donde se construya unidad ideológica y se potencie la participación activa (conocida como Inserción Social) de las militantes en espacios de confluencia de las masas, con el fin de potenciar la lucha de clases en favor de una revolución.
Tiene grandes similitudes con el plataformismo, llegando a considerarse una misma ideología pese a surgir independientemente y en contextos históricos distintos.

## Ideología
La ideología especifista se enmarca en el anarquismo, entendiendo el mismo como un tipo de socialismo revolucionario caracterizado por el rechazo de la dominación en favor de la autogestión.
Además el especifismo está marcado por entender dos esferas distintas en el contexto organizativo, donde las militantes especifistas participan (dualismo organizativo).
La primera de ellas es la organización específicamente anarquista. En esta se debe apostar por la unidad teórica y práctica, bajo unos análisis de coyuntura comunes, construyendo así un programa político hegemónico. Requiere un nivel alto de compromiso y disciplina.

La segunda son los movimientos de confluencia de masas, con mayor variedad ideológica. La intervención en estos espacios, que se conoce como Inserción Social, se hace con la intención de potenciarlos desde una perspectiva libertaria, y aportar en ellos sin subordinarlos a intereses propios. Se hace así puesto que se entiende que desde ellos se construye Poder Popular, como explica Felipe Corrêa:
El movimiento de masas moviliza a los trabajadores a partir de sus necesidades económicas y organiza las luchas sindicales a corto plazo por medio de mecanismos organizativos propios e instituciones creadas por los trabajadores que abarcan el lugar de trabajo y el de residencia; la acumulación permanente de la fuerza social de los trabajadores y la radicalización de las luchas permiten el avance hacia la revolución social.
Los movimientos en los que se participa pueden ir desde sindicatos de trabajadores, de vivienda, o de barrio, coordinadoras de manifestaciones hasta diversas asociaciones populares. Esta participación se pretende hacer lejos del entrismo, y negando que el papel que juega la organización especifista sea la de vanguardia. Sin embargo, anarquistas de corte individualista o anti-organizacionista critican el especifismo comparándolo con un Partido de Vanguardia, alegando que la unidad ideológica de las organizaciones especifistas rompe con los valores de autonomía y contrarios a la autoridad del anarquismo, acercándolo al centralismo democrático.

## Historia

Bandera de la FAU. Inscripción de sus iniciales sobre una bandera rojinegra, con la división de color en disposición horizontal.

La corriente (inicialmente entendida como una práctica) fue inicialmente desarrollada por militantes de la segunda mitad del siglo XX (dentro del periodo de la dictadura uruguaya), que compondrían la histórica Federación Anarquista Uruguaya (FAU) de 1956. Cobró presencia en otros territorios latinoamericanos a través de organizaciones como la Federación Anarquista de Rosario (FAR) a partir de 2008, la Coordenaçao Anarquista Brasileira (CAB) en 2012 como unión entre varios colectivos anarquistas, o la reciente Organização Socialista Libertária (OSL), también unión de colectivos brasileños.
En 2014 se crea en Estados Unidos la organización Black Rose/Rosa Negra, federación anarquista que se enmarca dentro del especifismo.
En 2019 nace la Union communiste libertaire (UCL) como convergencia entre dos organizaciones anarquistas francófonas. En el mismo año, se crea la Die Plattform, federación anarquista alemana. Ambas organizaciones presentan influencia tanto del plataformismo europeo como del especifismo latinoamericano.
En el caso del estado español, diversas organizaciones territoriales nacen en 2025, relacionándose y colaborando entre ellas y con otras de origen anterior.
En 2025 en Australia se crea la Anarchist Communist Federation, federación cercana al especifismo y al plataformismo.

## Estado español
La corriente tiene presencia en el territorio del Estado español. La primera organización en asociarse al anarquismo social y organizado fue Embat, ligada en un momento al movimiento del 15M de Cataluña, constituida finalmente como Organització Llibertària de Catalunya, y asociada a portales del anarquismo organizado como Anarkismo.net. Distintas organizaciones cercanas al especifismo y plataformismo han aparecido desde entonces como Batzac - Joventuts Llibertàries, en Cataluña (2018), Liza - Plataforma Anarquista de Madrid (2023). Estas organizaciones impulsaron el Iº Encuentro del Anarquismo Especifista en el estado español. Otras organizaciones aparecen a lo largo de 2025: Hedra, en Alicante, Impulso, en Granada o Xesta, en Galicia.
El medio de expresión y portal del anarquismo social y organizado Regeneración Libertaria alberga a todas las organizaciones mencionadas, sirviendo como nexo del anarquismo especifista en el estado español.

## Especifismo y plataformismo
Las conclusiones ideológicas alcanzadas por la FAU se obtienen sin haber conocido la praxis plataformista europea de principios de siglo XX. Pese a eso, ambas corrientes comparten la misma base: la necesidad de una organización anarquista basada en la unidad ideológica y la de participar en los movimientos de masas.

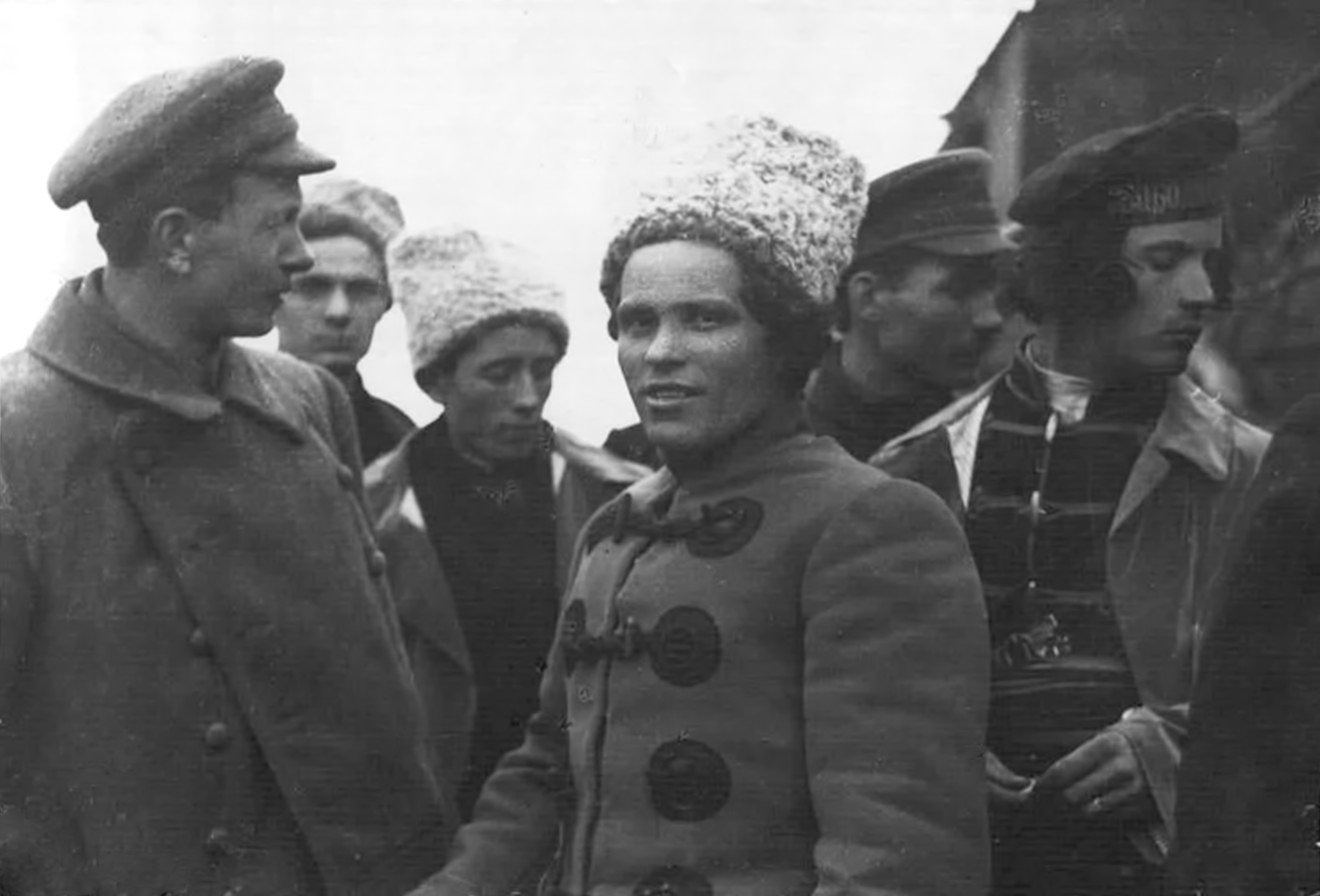
Nestor Makhno (centro) tomó un papel crucial en la revolución de Majnóvschina. Sería posteriormente integrante de Dielo Trudá.

Sin embargo, la primera referencia anarquista al modelo del dualismo organizativo se remonta a 1872. La hace Bakunin cuando propone la creación de la Alianza Democrática Socialista, una organización en la que una minoría anarquista trabajaría para potenciar ideas y prácticas de corte libertario, y aportar desde ella a la Asociación Internacional de los Trabajadores (AIT).
Posteriormente, tras la caída de Majnóvschina, el grupo de exiliados rusos Dielo Trudá publicaba la Plataforma Organizativa para una Unión General de Anarquistas (o simplemente la Plataforma), que sentaría las bases de experiencias posteriores como la Federación de los Anarcocomunistas de Bulgaria (FAKB).